# بافران
بافران هي مدينة تقع في الجزء الأوسط من مقاطعة نائين، محافظة أصفهان، إيران. عدد سكان هذه المدينة هو 1,978 في سنة 2016.